# والتر باك
والتر باك (بالإنجليزية: Walter Pack)‏ (30 ديسمبر 1914 – 1974) هو ملاكم من المملكة المتحدة راحل، مثّل بلاده في الألعاب الأولمبية الصيفية 1936.

## روابط خارجية
والتر باك على موقع أوليمبيديا (الإنجليزية)